# 葛寨镇
葛寨乡，是中华人民共和国河南省洛陽市伊川县下辖的一个乡镇级行政单位。

## 行政区划
葛寨乡下辖以下地区：
葛寨村、杨楼村、双头寨村、窑头村、烟涧村、黄楝树村、吉章村、黄庄村、梁沟村、黄兑村、张棉村、赵村、沙园村、黄岭村、陡沟村、小王庄村、南坪村、前富山村和后富山村。